# Isla Zuraita
Isla Zuraita är en ö i Argentina.   Den ligger i provinsen Buenos Aires, i den södra delen av landet, 600 km sydväst om huvudstaden Buenos Aires.
Trakten runt Isla Zuraita är ofruktbar med lite eller ingen växtlighet.